# René Appel
René Appel (Hoogkarspel, 19 september 1945) is een Nederlandse schrijver van misdaadromans en taalwetenschapper.

## Biografie
Appel studeerde Nederlandse taal en letterkunde en richtte zich in zijn academische loopbaan vooral op het bestuderen van de tweede-taalverwerving van allochtonen en de ontwikkeling van Nederlands taalonderwijs voor deze groep. In 1984 promoveerde hij cum laude op Immigrant children learning Dutch; sociolinguistic and psycholinguistic aspects of second language acquisition. Van 1994 tot 2003 was hij als bijzonder hoogleraar "Verwerving en didactiek van het Nederlands als tweede taal" verbonden aan de Universiteit van Amsterdam namens de gemeente Amsterdam.
Hij schreef ook korte verhalen voor enkele bladen zoals studentenweekblad Propria Cures, Hollands Maandblad en Maatstaf. Vanaf 1976 tot 1986 was hij recensent voor misdaadliteratuur van het NRC Handelsblad.
Daarnaast was hij sinds begin jaren zeventig actief als schrijver; vanaf midden jaren tachtig richtte hij zich op het schrijven van misdaadromans. Zijn debuutroman, Handicap, verscheen in 1987 en werd gevolgd door een flinke reeks andere romans. Zijn derde roman, De Derde Persoon won in 1991 de prijs voor de beste Nederlandse misdaadroman, de Gouden Strop. In 2001 sleepte Appel deze prijs nogmaals in de wacht voor Zinloos geweld. In 2015 werd de Gouden Vleermuis voor zijn hele thrilleroeuvre aan het toegekend.
Daarnaast hield Appel zich bezig met het schrijven van een filmscenario en een kinderboek (Complot). Sinds 2003 is Appel voltijds werkzaam als schrijver. Verder werkt hij mee aan het radioprogramma De Taalstaat, waarin het wekelijks het taalgebruik van een bekende Nederlander belicht.
In 2021 werd de Meesterprijs aan hem toegekend voor "voor zijn belangrijke bijdrage voor de ontwikkeling van het genre".
René Appel is getrouwd en heeft twee kinderen. Hij is woonachtig in Amsterdam.

### Misdaadromans
- Handicap (1987)
- Spijt (1989)
- De derde persoon (1990)
- Oppassen (1991)
- Persoonlijke omstandigheden (1992)
- Vlekkeloos (1993)
- Geronnen bloed (1994)
- Tegenliggers (1995)
- Van kwaad tot erger (korte verhalen, 1996)
- Geweten (1996)
- Tweestrijd (1998)
- Spanning (1998)
- De echtbreker (2000)
- Met angst en beven (2000)
- Zinloos geweld (2001)
- Noodzakelijk kwaad (2002, in 2005 als luisterboek)
- Doorgeschoten (2003)
- Misbruik wordt gestraft (2004)
- Als broer en zus (2005)
- Loverboy (2005)
- Los geld (2006)
- Hittegolf (2007)
- Retourtje Hato (2007, speciaal geschreven voor de Literaire Juweeltjes reeks, ISBN 9789085160922)
- Schone handen (2007)
- Weerzin (2008)
- Van twee kanten (2010)
- Goede vrienden (2011)
- De Advocaat (2013)
- De kortste nacht (2014)
- Verzwegen (2016)
- Dansen in het Donker (2018)
- Overschot (2020)
- Waarom niet (2023)

### Jeugdromans
- Complot (1999)
- Foute Boel (2000)